# Marble Falls
Marble Falls è un centro abitato degli Stati Uniti d'America, situato nella contea di Burnet dello Stato del Texas.

## Geografia fisica
Marble Falls è situata a 30°03′04″N 98°01′07″W (30.5741, -98.2782).
Secondo lo United States Census Bureau, ha un'area totale di 6,7 miglia quadrate (17.4 km²), di cui 6,1 miglia quadrate (15.9 km²) è terreno e 0,6 miglia quadrate (1.4 km², 8.21%) è acqua.
La città è situata sulle rive del Lago di Marble Falls che fa parte degli Highland Lakes, la più grande catena di laghi in Texas.

## Società

### Evoluzione demografica
Secondo il censimento del 2010 c'erano 6.077 persone, 2.486 nuclei familiari, e 1.542 famiglie residenti nella città. C'erano 2.8235 unità abitative. La composizione etnica della città era formata dall'83,1% di bianchi, il 3,9% di afroamericani, lo 0,7% di nativi americani, lo 0,8% di asiatici, il 9,1% di altre razze, e il 2,4% di due o più etnie. Ispanici o latinos di qualunque razza erano il 24,2% della popolazione.
C'erano 2.486 nuclei familiari di cui il 29,8% avevano figli di età inferiore ai 18 anni, il 42% erano coppie sposate conviventi, il 14,6% aveva un capofamiglia femmina senza marito, e il 38% erano non-famiglie. Il numero di componenti medio di un nucleo familiare era di 2,41 e quello di una famiglia era di 3,08.